# 謝罪団
謝罪団は1909年に安重根の伊藤博文殺害を謝罪する目的で大韓帝国で構成された民間団体である。正式名称は謝罪団で、結成過程では渡日謝罪団や国民謝罪団、謝過大罪団とも指称された。
1909年10月26日にハルビンで伊藤が安重根の銃撃を受けて死亡した。この事件は朝鮮社会に大きな衝撃を与え、特に犯人が朝鮮人だという点で日本を訪問して直接謝罪しなければならないという世論が一角で起きた。
謝罪団は伊藤の死亡3日後である10月29日に一進会会員たちが発起した。発起人たちは「今日韓国の独立と開明進歩は皆日本の徳沢」であり伊藤は「韓国中興の元勲」であり東洋平和と黄色人種保護のために努力した偉大な人物だと宣言して、伊藤殺害が決して大韓帝国国民全体の意志ではないという点を日本の天皇と日本の政界、日本国民に直接知らせて謝罪するために組職されたと明らかにした。
11月25日に西大門外の独立館で発起会を開催し、26日には寺洞で「渡日謝罪13道人民代表臨時会議所」という事務室を開いた。全国で道代表を選んで日本に派遣される渡日謝罪委員を道別に選定した。13道代表に13人が選定され、彼らは「渡日謝罪13道人民代表」と呼ばれた。会長に尹大燮（윤대섭）、総務に黄応斗（황응두）、会計に金台煥（김태환）、書記に梁貞煥（양정환）が選任された。しかし一進会の指図で結成された団体だと知られるようになって、一進会系列と非一進会系列の内紛が生じ、費用の用意も難しくなった。天一銀行で借金をして派遣資金3千ウォンを用意しようとしたが、思い通りにならず一般募金に変えた。それさえ思い通りにならず富豪十余名に「国民代表」という役職を付けて充当しようとした。これにより選定された代表の中で桂膺奎（계응규）など一部が脱退した上に、天皇に対する上疏も許可を受けられず、日程は謝罪団の計画どおり進行できなかった。
結局13人の代表の中で黄応斗や宋学昇（송학승）など8名だけが12月19日にソウルから出発したが、釜山で旅費が尽きるとまた何人かが引き返し、この中の宋学昇と慶州人정인창の2人だけが1910年1月6日に目的地東京に到着した。渡日代表たちは伊藤博文の墓地を参拝して謝罪文を朗読した後、遺家族を訪問し謝罪して飲食の接待を受けた。『大韓毎日申報』は彼らの行動を乞食に喩えて報道した。韓国に帰って来た代表たちは1月18日に帰国報告会を開いた。しかし以後にも謝罪委員たちが支出した旅費と事務室維持費問題で大韓帝国内閣に措置を取ってくれと言ったり、手紙を送るなど財政の工面を巡る雑音が継続された。

## 参考資料
- 친일인명사전편찬위원회 （2004年12月27日）. 《일제협력단체사전 - 국내 중앙편》. 서울: 민족문제연구소. ISBN 8995330724
- 임종국 （1991年2月1日）. 〈이또 죽음에 ‘사죄단’ 꾸미며 법석 떨어〉, 《실록 친일파》, 반민족문제연구소 엮음, 서울: 돌베개, 80～88쪽쪽. ISBN 8971990368